# Розовоухая утка
Розовоухая утка (лат. Malacorhynchus membranaceus) — вид водоплавающих птиц семейства утиных. Этот вид уток был найден в Австралии. У неё большой плоский клюв, как у австралийской широконоски, коричневая спина, черно-белые бока и черные пятна под глазами на белом лице. Её родное название относится к розовым пятнам в области уха, заметные лишь на близком расстоянии. Вместе с тем это делает редко используемым её австралийское имя, а имя зебра-утка становится более уместным.

## Таксономия и систематика
Розовоухая утка является единственным из живых представителей рода Malacorhynchus; с ней тесно связаны вымершие виды из Новой Зеландии.
Розовоухая утка как сообщается, была известна как утка New Holland в начале колонизации Западной Австралии.

## Распространение
Розовоухая утка широко распространена в Австралии и благодаря высокой мобильности эти утки могут появляться везде, где есть вода, особенно во влажных внутренних районах, где годовое количество осадков превышает 15 дюймов.

## Питание
Розовоухая утка питается планктоном, а также ракообразными, моллюсками и насекомыми. Её клюв с гибкой нижней челюстью приспособлен для захвата организмов с поверхности воды таким образом, чтобы отфильтровывать водоросли, планктон и другую пищу.